# عقاب شکم‌حنایی
عقاب شکم‌حنایی (نام علمی: Lophotriorchis kienerii) نام یک گونه از تیره بازان است.